# Skunk
Skunk (no Brasil, por vezes, grafado skank) refere-se a variedades de Cannabis de aroma mais acentuado (daí o nome skunk: gambá, em português) e dotadas de maior concentração de substâncias  psicoativas produzidas mediante cruzamentos de várias espécies do mesmo gênero (Cannabis sativa, Cannabis indica e Cannabis ruderalis) e cultivadas em ambiente controlado, visando obter plantas com maior concentração de THC (tetra-hidrocanabinol) - substância psicoativa com poder narcótico presente nas espécies desse gênero. Ao THC é atribuído o efeito denominado popularmente  a "brisa". O skunk é cultivado em ambiente controlado, com iluminação intensa e nutrientes adequados,  podendo ser utilizado o sistema hidropônico.
Usualmente, a concentração de THC na maconha é de 2% a 4%; no skunk, essa concentração é de aproximadamente 14% a 15%, podendo chegar a 30%, dependendo das espécies e da qualidade das sementes usadas no cruzamento, e sua produtividade pode ser de até 400/500 g por m², em sistemas de cultivo otimizados.
O modo pelo qual o THC atua no organismo é conhecido e funciona através do mecanismo de neurotransmissores endocanabinoides que são encontrados em praticamente todas as células nervosas do organismo
Quando há possibilidade de plantio de boas sementes, os cultivadores usam métodos para manter a linhagem da planta sem que ela morra após a colheita. Um dos métodos consiste em cortar  um pequeno ramo apical, que, em seguida, deve ser banhado em uma mistura de hormônio enraizador para plantas e água (em pequenos recipientes, um bom substrato é a vermiculita, tipo de rocha expandida que retém elevada umidade) até que brote a raiz. Em seguida, coloca-se o broto em uma sementeira, sob alta e constante luminosidade, a fim de induzir a fase vegetativa. Com este método é possível o controle de quantidade e o uso da mesma planta durante longos períodos.[carece de fontes?]

## Origem
Possivelmente o skunk teve origem nos Estados Unidos e, posteriormente, foi desenvolvido por cultivadores neerlandeses. As primeiras variedades obtidas eram híbridas de  Cannabis sativa e Cannabis indica, pois os usuários acreditavam que a C. sativa produzia um aguçamento da percepção, enquanto a C. indica tinha o efeito oposto.
Seu Teor é equivalente a 30%,diferente dos efeitos da cannabis sativa que chega de 3% a 5%.

## Efeitos
O skunk produz os mesmos efeitos das espécies naturais, porém com maior intensidade (maior capacidade entorpecente). Neurotransmissores, como a serotonina e a dopamina, são afetados, proporcionando alterações motoras e de memória. O componente ativos em ambos os casos é o mesmo, ou seja, o delta-9 tetra-hidro-canabinol (THC).